# Peter Trump
Peter Trump (Frankenthal, 3 december 1950) is een voormalig hockeyer uit Duitsland.
Trump kwam uit voor West-Duitse hockeyploeg en nam tweemaal deel aan de Olympische Spelen en won in 1972 de gouden medaille. Trump won in 1975 de bronzen medaille tijdens de wereldkampioenschappen. Trump speelde 213 interlands, 163 in het veld en 50 in de zaal.

## Erelijst
- 1972 –  Olympische Spelen in München
- 1973 –  Wereldkampioenschap in Amstelveen
- 1975 –  Wereldkampioenschap in Kuala Lumpur
- 1976 – 5e Olympische Spelen in Montreal
- 1978 – 4e Wereldkampioenschap in Buenos Aires

- Gemeinsame Normdatei: 1110053576
- Virtual International Authority File: 86147095005425080745
- WorldCat: E39PBJrCfG3cVCkJmJMRgpqbBP